# Річард Фаншо (вершник)
Річард Фаншо (англ. Richard Fanshawe, 22 червня 1906 — 14 квітня 1988) — британський вершник.
Бронзовий призер Олімпійських Ігор 1936 року в командному триборстві.